# Йоаким Граматиков
Йоаким Петков Граматиков е български революционер, деец на Вътрешната македонска революционна организация.

## Биография
Роден е роден в 1901 година в неврокопското село Черешово, тогава в Османската империя, днес в Гърция. Влиза във ВМОРО още в 1895 година и действа като терорист на Организацията. По заповед на районния войвода Атанас Тешовалията убива гъркоманина и шпионин Тодор Ташев, за което лежи в затвора Еди куле в Солун, година и пет месеца. След освобождението си отново се захваща с революционна дейност. По заповед на районния войвода Петър Милев Граматиков устройва убийството на друг гъркоманин и шпионин Стефан Дечев. Осъден, отново лежи в Еди куле една година и три месеца. След Младотурската революция в 1908 година е амнистиран. В 1912 година, в надвечерието на обявяването на Балканската война, по заповед на войводата Тодор Паница Граматиков събира и организира чета, която напада в тила частта на Махмуд бей. След Междусъюзнишката война остава в попадналото в Гърция Черешово. Веднага е арестуван от гръцките власти, малтретиран и заточен на Крит, където остава от 9 септември 1915 година до 5 май 1919 година, когато е освободен. Вследствие на мъченията не може да ходи и след три месеца умира.
На 9 април 1943 година вдовицата му Василка Иванова Граматкова, на 78 години, родом от Черешово, като жителка на Пловдив, подава документи за народна пенсия. Молбата е одобрена и пенсията е отпусната от Министерския съвет на Царство България.